# Глен Джонсон (англійський футболіст)
Глен Маклáуд Ку́пер Джо́нсон (англ. Glen McLeod Cooper Johnson, нар. 23 серпня 1984, Гринвіч, передмістя Лондона, Англія) — англійський футболіст, захисник збірної Англії та клубу «Сток Сіті».

## Клубна кар'єра

### «Вест Гем Юнайтед»
Випускник академії «Вест Гем Юнайтед» підписав свій перший контракт влітку 2001 року, і включений у заявку під номером 23. Сезон 2001—2002 провів у резервній команді, так і не пробившись в основу. Восени 2002 року Джонсон пішов в оренду до злого ворога «молотобійців», «Міллволла», за який зіграв 8 матчів. Дебют у Прем'єр-Лізі відбувся 22 січня 2003 року, коли «Вест Гем» поступився «Чарльтона» . Зігравши у другому колі 15 матчів за Вест Хем, Джонсон став шукати нове місце продовження кар'єри, так як «Вест Хем» вилетів з Прем'єр-Ліги.

### «Челсі»
Джонсон прийшов у клуб майже одночасно з новим власником клубу, Абрамовичем, який виклав за нього 6 мільйонів фунтів. Глен дебютував за «синіх» у кваліфікації Ліги чемпіонів, у першому матчі проти словацької «Жиліни», у повторному матчі забив свій перший гол за «Челсі» . Перший матч за «Челсі» у Прем'єр-лізі провів 17 серпня 2003 року (перемога над «Ліверпулем») . Перший гол за клуб забив у листопаді . За 2 сезони (2003/2004, 2004/2005) зіграв за «Челсі» 63 рази у всіх турнірах, ставши в 2005 переможцем Прем'єр-ліги. Проте наступний сезон склався для Джонсона невдало — всього 4 матчі в чемпіонаті через конкуренцію з Паулу Феррейрою та Жеремі, внаслідок чого він не отримав чемпіонську медаль 2006 року. Влітку «Челсі» віддав Джонсона в оренду «Портсмуту». Через рік Джонсон повернувся до табору лондонського клубу, зігравши кілька матчів на старті сезону.

### «Портсмут»

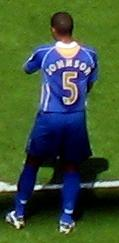
Джонсон у формі «Портсмута»

31 серпня 2007 року Джонсон підписав чотирирічний контракт з «Портсмутом». Як вважається, трансфер склав 4 мільйони фунтів. 20 жовтня забив свій перший гол за 3 роки, «Вігану» . 2008 року виграв з клубом Кубок і Суперкубок Англії. 22 листопада Джонсон забив «Галл Сіті» неймовірний гол з 35 ярдів, який був визнаний найкращим голом сезону . Так само Джонсон потрапив до символічної збірної Прем'єр-Ліги сезону 2008—2009. Взимку з'явилися чутки про можливий перехід Джонсона до «Ліверпуля» за 9 мільйонів фунтів, однак 9 січня 2009 Джонсон підписав новий 4,5-річний контракт з «Портсмутом» .

### Ліверпуль
13 червня керівництво «Портсмута» підтвердило, що Джонсон, мабуть, перейде до клубу рівнем вище — називалися «Челсі», «Ліверпуль», «Манчестер Сіті». 16 червня «Портсмут» погодив перехід з «Ліверпулем», а 18 — з «Челсі», вибір залишили за гравцем. 22 червня «Ліверпуль» повідомив, що уклав контракт з Джонсоном . Як вважається, трансфер склав 17 мільйонів фунтів, 7 з яких «Портсмут» був винен за Крауча.
20 листопада 2011 року Джонсон після пасу Чарлі Адама забив переможний м'яч у ворота «Челсі» на стадіоні «Стемфорд Бридж», який став першим для нього в сезоні 2011—2012.

## Міжнародна кар'єра

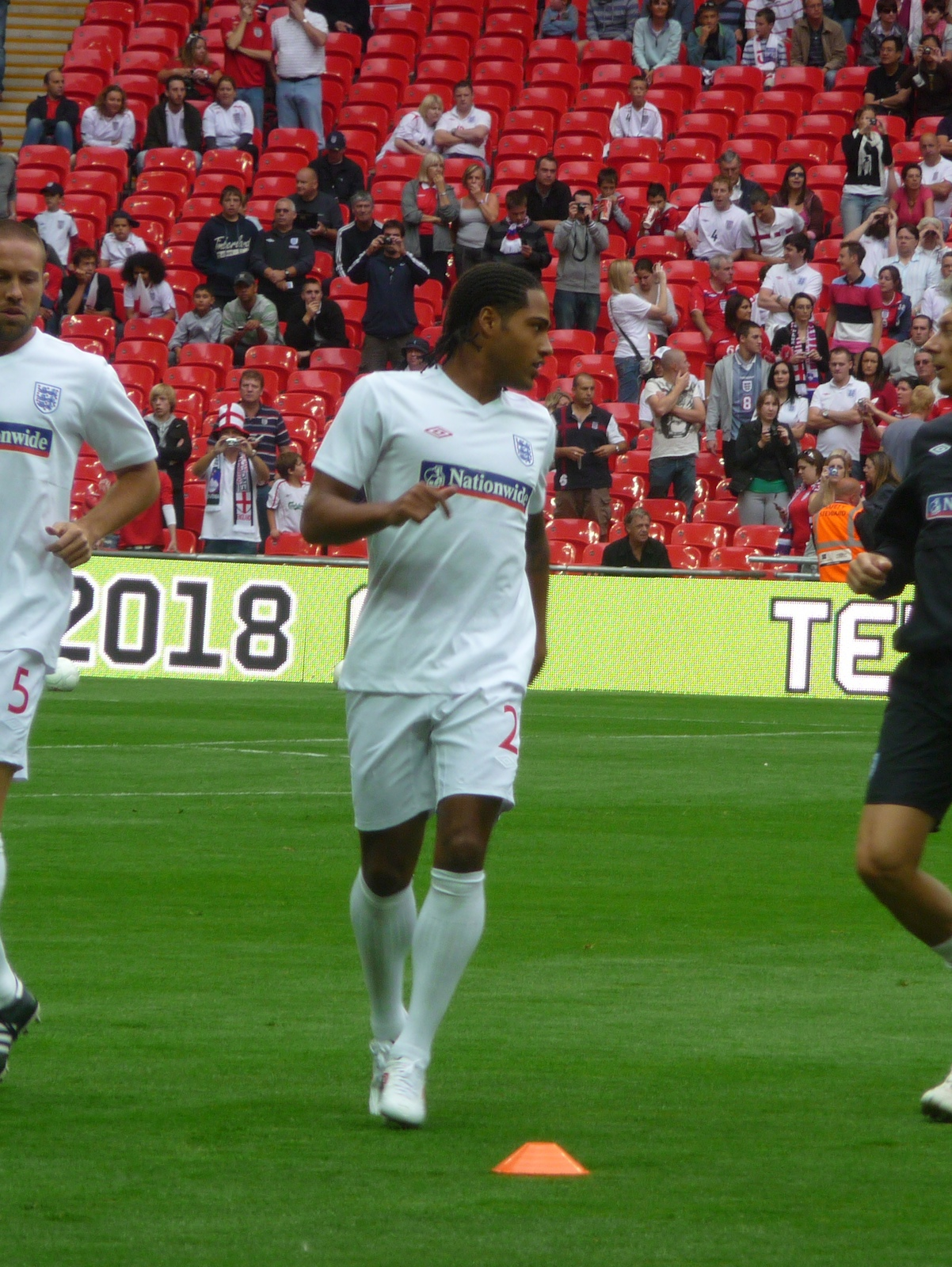
Джонсон у збірній

Дебютував у національній збірній 18 листопада 2003 року, замінивши в матчі з данцями Гарі Невілла. Проте в 2005 році Джонсона витіснив зі складу Люк Янг, і він не викликався під прапори ні Еріксоном, ні Маклареном. У січні 2008 Капелло знову викликав гравця до збірної, і той зробив 4 гольові передачі в матчі з Андоррою у переможному матчі з рахунком 6-0, де він був названим гравцем матчу.

## Нагороди

### Командні досягнення
«Челсі»
- Чемпіон Прем'єр-ліги: 2004-05, 2005-06
- Володар Суперкубка Англії: 2007
- Володар Кубка Футбольної ліги: 2004-05

«Портсмут»
- Володар Кубка Англії: 2007-08

«Ліверпуль»
- Володар Кубка Футбольної Ліги: 2011-12

### Особисті
- Найкращий гол сезону 2008—2009 (Англійська Прем'єр-ліга)
- Символічна збірна сезону 2008—2009 (Англійська Прем'єр-ліга)